# Lugano-Cadro-Dino-Bahn
| Zug der LCD am letzten Betriebstag | |                                                |                                    |
| | |                                                |                                    |
| Kursbuchstrecke: | 73 |                                                |                                    |
| Streckenlänge: | 7,8 km |                                                |                                    |
| Spurweite: | 1000 mm (Meterspur)                                                                                         |                                                |                                    |
| Stromsystem: | 1000 V = |                                                |                                    |
| Maximale Neigung: | 40 ‰ |                                                |                                    |
| Minimaler Radius: | 40 m |                                                |                                    |
| Streckengeschwindigkeit: | 55 km/h |                                                |                                    |
| | |                                                |                                    |
| Betreiber: | Ferrovia Elettrica Lugano–Cadro–Dino                                                                        |                                                |                                    |
| Eröffnung: | Lugano Piazza Manzoni–Viganello: 2. Januar 1911 Viganello–Dino: 27. Juni 1911                               |                                                |                                    |
| Stilllegung: | Lugano Piazza Manzoni– Piazza Indipendenza: 27. November 1967 Lugano Piazza Indipendenza–Dino: 30. Mai 1970 |                                                |                                    |
| \| \| \| Verbindung zur Strassenbahn Lugano \| \| \| \| \| \| \| \| \| 0,0 \| Lugano Piazza Manzoni bis 1948 Piazza Giardino \| 272 m ü. M. \| \| \| \| \| \| \| \| \| Strassenbahn Lugano \| \| \| \| 0,5 \| Piazza Indipendenza \| 275 m ü. M. \| \| \| \| Corso Elvezia \| \| \| \| \| Ospedale \| \| \| \| \| Ponte Madonetta \| \| \| \| 1,6 \| La Santa Depot \| 282 m ü. M. \| \| \| 2,0 \| La Santa \| 286 m ü. M. \| \| \| 2,3 \| Scarpino \| 303 m ü. M. \| \| \| 2,9 \| Viganello \| 322 m ü. M. \| \| \| \| (96 m) \| \| \| \| 3,3 \| Viarnetto \| 348 m ü. M. \| \| \| 3,9 \| Pregassona \| 351 m ü. M. \| \| \| 4,6 \| Ventuno \| 374 m ü. M. \| \| \| \| (65 m) \| \| \| \| 5,2 \| Soragno \| 394 m ü. M. \| \| \| 5,8 \| Davesco \| 412 m ü. M. \| \| \| 7,1 \| Cadro \| 456 m ü. M. \| \| \| 7,8 \| Dino-Sonvico \| 482 m ü. M. \| \| \| \| Remise Dino \| \| | |                                                |                                    |
| Strecke von links (außer Betrieb) | | Verbindung zur Strassenbahn Lugano             | Verbindung zur Strassenbahn Lugano |
| | |                                                |                                    |
| Bahnhof (Strecke außer Betrieb) | 0,0 | Lugano Piazza Manzoni bis 1948 Piazza Giardino | 272 m ü. M.                        |
| | |                                                |                                    |
| Kreuzung (Strecken außer Betrieb) | | Strassenbahn Lugano                            | Strassenbahn Lugano                |
| Bahnhof (Strecke außer Betrieb) | 0,5 | Piazza Indipendenza                            | 275 m ü. M.                        |
| Haltepunkt / Haltestelle (Strecke außer Betrieb) | | Corso Elvezia                                  | Corso Elvezia                      |
| Bahnhof (Strecke außer Betrieb) | | Ospedale                                       | Ospedale                           |
| Haltepunkt / Haltestelle (Strecke außer Betrieb) | | Ponte Madonetta                                | Ponte Madonetta                    |
| Betriebs-/Güterbahnhof Streckenanfang und quer (Strecke außer Betrieb) · Abzweig geradeaus und nach rechts (Strecke außer Betrieb) | 1,6 | La Santa Depot                                 | 282 m ü. M.                        |
| Bahnhof (Strecke außer Betrieb) | 2,0 | La Santa                                       | 286 m ü. M.                        |
| Haltepunkt / Haltestelle (Strecke außer Betrieb) | 2,3 | Scarpino                                       | 303 m ü. M.                        |
| Bahnhof (Strecke außer Betrieb) | 2,9 | Viganello                                      | 322 m ü. M.                        |
| Tunnel (Strecke außer Betrieb) | | (96 m)                                         | (96 m)                             |
| Haltepunkt / Haltestelle (Strecke außer Betrieb) | 3,3 | Viarnetto                                      | 348 m ü. M.                        |
| Haltepunkt / Haltestelle (Strecke außer Betrieb) | 3,9 | Pregassona                                     | 351 m ü. M.                        |
| Haltepunkt / Haltestelle (Strecke außer Betrieb) | 4,6 | Ventuno                                        | 374 m ü. M.                        |
| Tunnel (Strecke außer Betrieb) | | (65 m)                                         | (65 m)                             |
| Haltepunkt / Haltestelle (Strecke außer Betrieb) | 5,2 | Soragno                                        | 394 m ü. M.                        |
| Haltepunkt / Haltestelle (Strecke außer Betrieb) | 5,8 | Davesco                                        | 412 m ü. M.                        |
| Haltepunkt / Haltestelle (Strecke außer Betrieb) | 7,1 | Cadro                                          | 456 m ü. M.                        |
| Bahnhof (Strecke außer Betrieb) | 7,8 | Dino-Sonvico                                   | 482 m ü. M.                        |
| Betriebs-/Güterbahnhof Streckenende (Strecke außer Betrieb) | | Remise Dino                                    | Remise Dino                        |

Die Lugano-Cadro-Dino-Bahn, abgekürzt LCD, italienisch Ferrovia Lugano–Cadro–Dino, war eine meterspurige Schmalspurbahn- und Strassenbahn mit Ausgangspunkt in der Stadt Lugano. Sie führte von dort in nordöstlicher Richtung über Cadro nach Dino.

## Geschichte

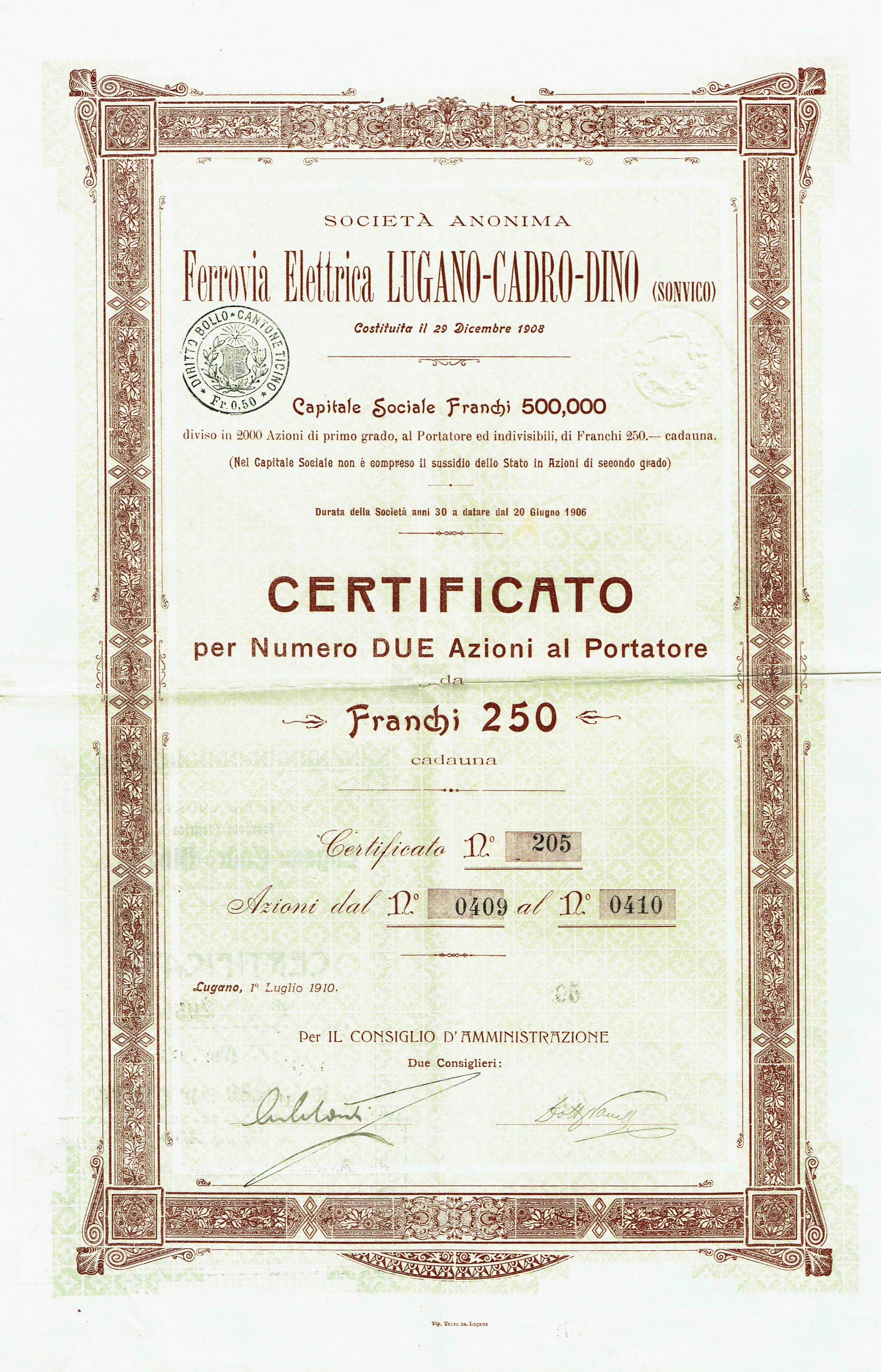
Aktie über 250 Franken der Ferrovia Elettrica Lugano-Cadro-Dino vom 1. Juli 1910

Die Bahn war einer von vier meterspurigen Strassenbahn- beziehungsweise Eisenbahnbetrieben in und um Lugano. Neben der Lugano-Cadro-Dino-Bahn gab es die Lugano-Tesserete-Bahn (LT), die Tramvie Comunali di Lugano (TCL) und die Lugano-Ponte-Tresa-Bahn (FLP). Bis auf letztere haben alle den Betrieb eingestellt und sind durch Busse ersetzt worden.
Die Lugano-Cadro-Dino-Bahn wurde in zwei Etappen in Betrieb genommen. Der erste Abschnitt zwischen Lugano und Viganello wurde am 2. Januar und der zweite Abschnitt von Viganello nach Dino am 27. Juni 1911 eröffnet. Somit war sie die dritte der vier Eisenbahngesellschaften in der Stadt Lugano. Sie begann an der heutigen Piazza Indipendenza und hatte Gleisverbindungen zu allen drei anderen Meterspurbahnen. Später erfolgte eine Verlängerung in Lugano bis zum See. Dadurch lag die Endstation auch näher am Bahnhof der SBB, der mit der Standseilbahn Lugano–Bahnhof SBB erreicht werden konnte, und der Anlegestelle der Schiffe.
Die Bahn war 7,9 Kilometer lang und überwand auf dieser Strecke einen Höhenunterschied von 210 Metern. Auf der Strecke befanden sich zwei Tunnel von 96 und 65 Metern Länge und vier Brücken. Diese waren 7½, 9, 10 und 26 Meter lang und bis auf die zehn Meter lange Steinbrücke alle aus Stahl.
Seit der Betriebseröffnung betrieb die LCD den in der Stadt gelegenen zwei Kilometer langen Abschnitt ihrer Strecke nach La Santa als Strassenbahn. Die Strassenbahnzüge verkehrten zuletzt zusätzlich zu den Regionalzügen im 15-Minuten-Intervall. Bereits 1964 wurde der Trambetrieb der LCD eingestellt und durch eine Buslinie ersetzt.
Der jüngste Abschnitt der Bahn wurde im November 1967 auch als erster eingestellt. Die restliche Strecke wurde noch bis zum 30. Mai 1970 befahren. Ab dann übernahmen die Autobusse der 1967 aus der Fusion von Lugano-Tesserete-Bahn und Lugano-Cadro-Dino-Bahn hervorgegangenen Società Autolinee Regionali Luganesi (ARL) die Personenbeförderung.
Inzwischen ist der nördliche Tunnel der Strecke als Teil eines Fussweges begehbar; der südliche Tunnel ist am Nordportal zubetoniert und der anschliessende Einschnitt verfüllt, auf dieser Fläche befindet sich ein Parkplatz (Via G. Guioni). Der südliche Tunnel wird von der Stadt als Materiallager genutzt.

## Fahrzeugpark

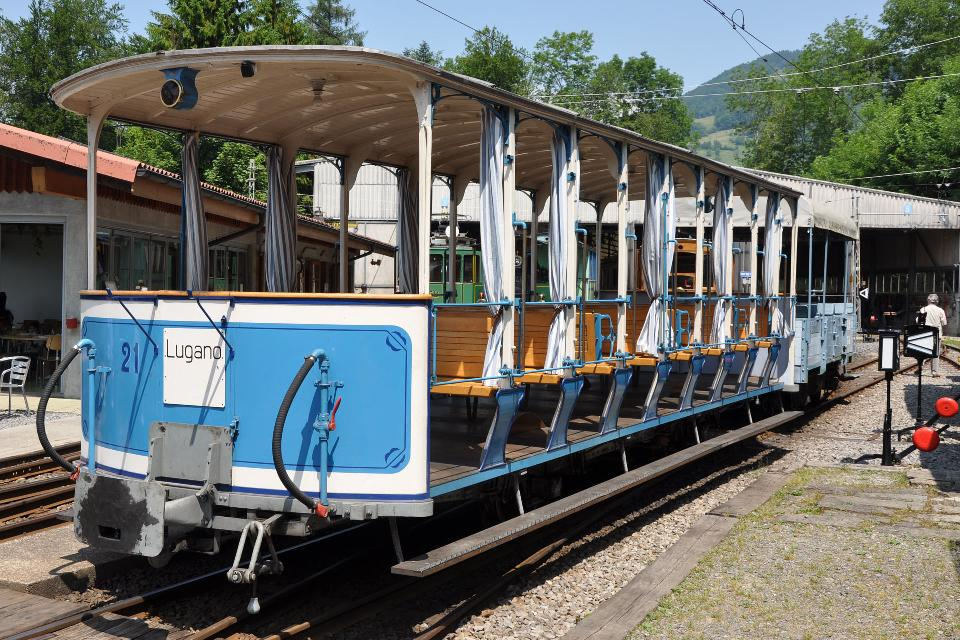
Erhalten gebliebenes betriebsfähiges Fahrzeug der Lugano-Cadro-Dino-Bahn: Sommerwagen C^{2} 21 bei der Museumsbahn Blonay–Chamby, 2010 in Chaulin.

### Triebwagen
|  | Diese Liste ist bezüglich dem MOB Be 4/4 1001" ex LCD Be 4/4 9 nicht aktuell. Siehe Diskussion. Korrekturen sind willkommen. |

- CFe 2/2 1–4 (1911) SWS/Alioth
- Ce 2/2 5, ehemals Ce 2/2 6. 1913 von der Strassenbahn Lugano übernommen, von der BBC angepasst.
- Ce 4/4 10, ehemals Ce 4/4 1 (1937) SIG/BBC. 1941 von der Biel-Meinisberg-Bahn übernommen, technisch verwandt mit dem Schweizer Standardwagen.
- Ce 2/2 6–8, ehemals Ce 2/2 2, 5, 3. 1951 von der Trambahn electtrici mendrisiensi übernommen.
- Ce 4/4 9 (1955) Ateliers de constructions mécaniques de Vevey ACMV/SWS/BBC, ging 1973 an die MOB, dort als Be 4/4 1001" in Betrieb.

### Personenwagen
- C2 11 (1911) SWS
- C2 21 (1911) SWS
- C 31, 1930 von der RhB übernommen
- C4 41–42 (1944–1945)
- C 12, 1951 von der Trambahn electtrici mendrisiensi übernommen
- L 51 (1911) SWS

## Trivia
Die Haltestelle Cadro dürfte die einzige Haltestelle der Schweiz sein, die im Namen einer Bahngesellschaft vorkommt.